# Juan Antonio Cremades Royo
Juan Antonio Cremades Royo (Zaragoza, 10 de junio de 1910-Madrid, 26 de diciembre de 1992) fue un abogado y político español, diputado a las Cortes Republicanas, gobernador civil de Lérida y procurador de las Cortes franquistas.

## Biografía
Tras completar sus estudios elementales en el Colegio del Salvador (Zaragoza), de los Jesuitas, se licenció en Derecho en la Universidad de Zaragoza. Allí conoció y entabló una profunda amistad con Josemaría Escrivá de Balaguer. Tiempo después, el 22 de abril de 1941 falleció Dolores Albás, la madre de Josemaría, y Juan Antonio le proporcionó un vehículo a Josemaría para que este llegara a tiempo de poder despedirse de su madre antes de su entierro.
Fue miembro de Acción Católica y los Caballeros del Pilar. En 1934 se integró en el Colegio de Abogados de Zaragoza y trabajó en el despacho de abogados de Emilio Laguna Azorín. El mismo año dirigió las juventudes de la Acción Popular Agraria Aragonesa, grupo político integrado a la Confederación Española de Derechas Autónomas  (CEDA) con el que fue elegido diputado por la provincia de Zaragoza en las elecciones de 1936. Al producirse el golpe de Estado del 18 de julio de 1936 se puso de parte del bando sublevado y fue al cuartel de Castillejos a pedir armas. Fue a luchar voluntario a la Guerra civil española al Regimiento de Gerona.
Miembro del Colegio de Abogados de Zaragoza. Obtuvo la plaza, por oposición, en la Cámara de la Propiedad Urbana. También, fue consejero de Eléctricas Reunidas de Zaragoza y presidió La Cadiera, asociación aragonesista.
Sus buenas relaciones con Ramón Serrano Suñer le facilitaron su nombramiento como gobernador civil de Lérida (enero de 1939-abril de 1943).
Entonces volvió a Zaragoza, donde obtuvo plaza por oposición en la Cámara de la Propiedad Urbana y fue miembro de la Obra Social de la Falange. En 1948 fundó la asociación sociocultural aragonesista La silla, que reunía la derecha católica tradicional y que trabajaba con el Caliu Ilerdenc (impulsor del leridanismo). En 1971 fue elegido procurador en Cortes por el tercio familiar. Dejó el cargo tras las elecciones generales de 1977.
Casado con Pilar Sanz-Pastor, tuvieron diez hijos: Juan Antonio, María Pilar, Bernando, Javier, Mari Carmen, Carlos, Sabela, Pablo, Conchita y Ana Mary.